# Omsorg
Omsorg (fra tysk um + sorgen) betyder at kere sig om eller at sørge for.
At drage omsorg for andre, betyder at passe, eller passe på.
I forbindelse med sygepleje er det et centralt begreb i forhold til at understøtte patienten i det, vedkommende ikke selv er i stand til.
Omsorg er beskrevet i dansk sygeplejelitteratur af cand.cur. Merry Scheel
| Sygepleje | Spire Denne artikel om sygepleje er en spire som bør udbygges. Du er velkommen til at hjælpe Wikipedia ved at udvide den. |